# Tienda de regalos Chanticleer
La tienda de regalos Chanticleer es una casa histórica ubicada en 103 West 3rd Street en Thibodaux, Luisiana. Construida alrededor de 1900, la estructura es una residencia de una sola planta con estructura de madera en estilo neo-reina Ana y detalles de galería Eastlake.
La casa fue incluida en el Registro Nacional de Lugares Históricos el 29 de abril de 1986. 